# Diego Innico Caracciolo

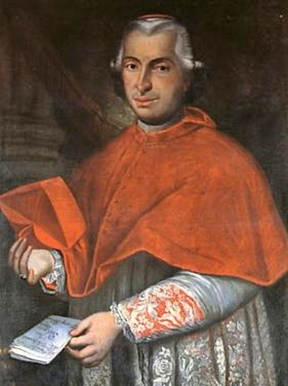
Diego Innico Caracciolo.

Diego Innico Caracciolo, född den 18 juli 1759 i Martina Franca i Apulien, död den 24 januari 1820 i Neapel, var en italiensk kardinal. 
Caracciolo var knuten till kurian. Han följde påven Pius VI i exil och närvarade vid hans dödsbädd den 29 augusti 1799 i Valence i Frankrike. Caracciolo upphöjdes till kardinal i augusti 1800 av påven Pius VII. Han var prefekt för kongregationen för avlater och reliker och senare för apostoliska överdomstolen från 1818.